# Circondario di Brindisi
Il circondario di Brindisi era uno dei quattro circondari che costituivano la provincia di Lecce, esistito dal 1860 al 1927.

## Storia
Il circondario di Brindisi fu abolito, come tutti i circondari italiani, nel 1927, nell'ambito della riorganizzazione statale voluta dal regime fascista; il territorio circondariale passò a far parte della nuova provincia di Brindisi.
Pochi mesi dopo, con R.D.L. 31 marzo 1927, n. 468, i comuni dell'ex mandamento di Salice Salentino, ossia Guagnano, Salice Salentino e Veglie, passarono alla provincia di Lecce.

## Suddivisione
Il circondario di Brindisi era suddiviso in 8 mandamenti:
- Brindisi
- Ceglie (Ceglie Messapica)
- Francavilla d'Otranto (Francavilla Fontana)
- Mesagne
- Oria
- Ostuni
- Salice Salentino
- San Vito dei Normanni